# Bretteville-sur-Dives
Bretteville-sur-Dives település Franciaországban, Calvados megyében. Lakosainak száma 276 fő (2018. január 1.). Bretteville-sur-Dives Boissey, Hiéville, Le Mesnil-Mauger, Ouville-la-Bien-Tournée, Thiéville és Vieux-Pont-en-Auge községekkel határos.

## Népesség
A település népességének változása:
| Lakosok száma | 304  | 297  | 288  | 290  | 278  | 289  | 294  | 287  | 283  | 276  |
|               | 1968 | 1975 | 1982 | 1990 | 1999 | 2011 | 2013 | 2015 | 2017 | 2018 |